# Nematomenia incirrata
Nematomenia incirrata är en blötdjursart. Nematomenia incirrata ingår i släktet Nematomenia och familjen Dondersiidae. Inga underarter finns listade i Catalogue of Life.